# Frédéric Denis
Frédéric Denis (né le 3 mars 1975 à Bayeux) est un athlète français, spécialiste des courses de fond.

## Biographie
Il remporte deux titres de champion de France : sur 3 000 m steeple en 2001 et sur 5 000 m en 2006.

### Palmarès
- Championnats de France d'athlétisme :
  - vainqueur du 3 000 m steeple en 2001
  - vainqueur du 5 000 m en 2006
- Championnat de France de cross-country :
  - 2e du cross court en 2009

### Records
| Épreuve         | Performance    | Lieu | Date |
| --------------- | -------------- | ---- | ---- |
| 3 000 m steeple | 8 min 20 s 61  |      | 2004 |
| 5 000 m         | 13 min 52 s 04 |      | 2006 |